# آنتونین رایشا

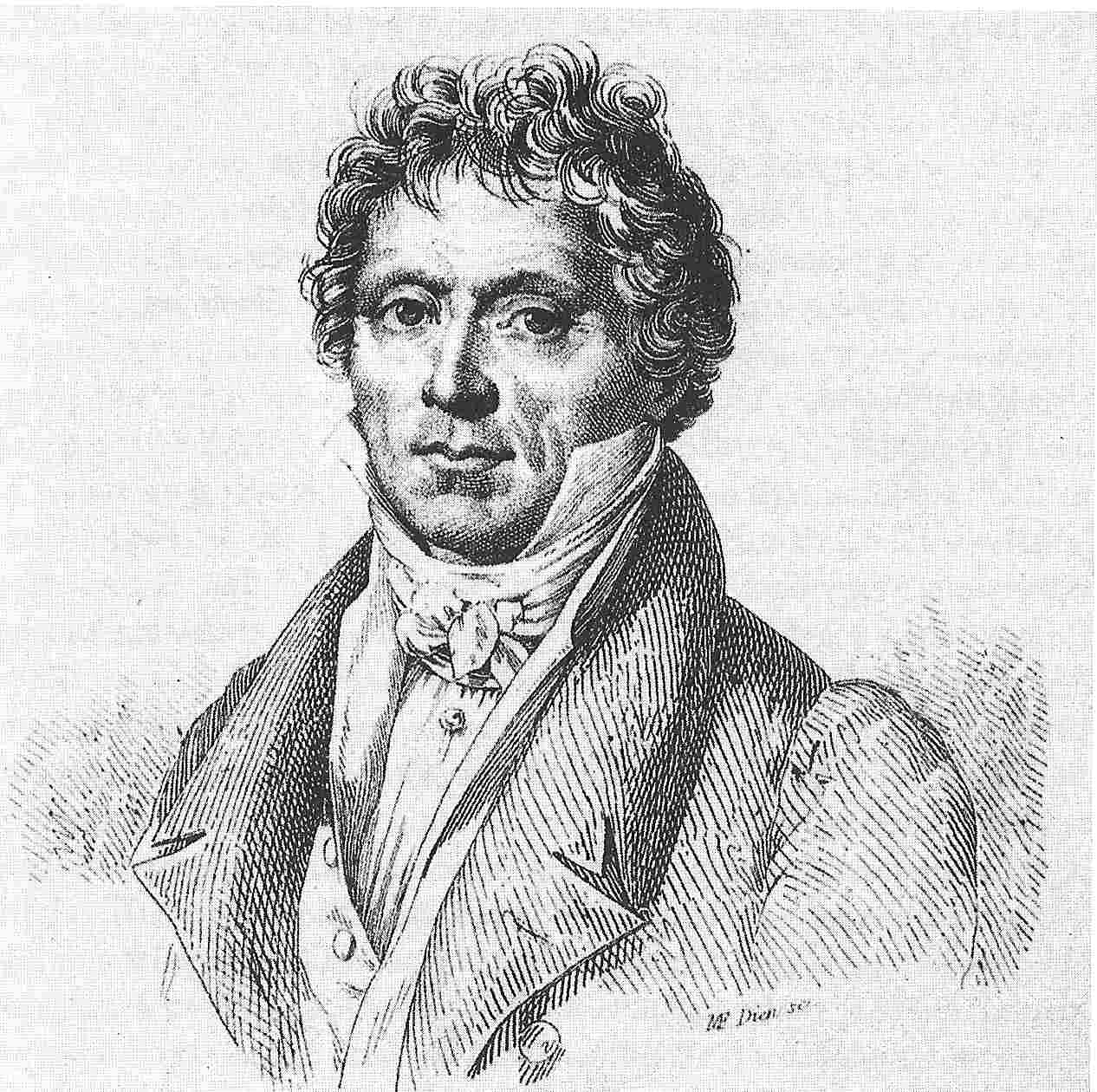
آنتونین رایشا

آنتونین رایشا (Antonin, Antonine, Anton _ Reicha, Reijcha)آهنگساز چک در ۲۶ فوریه ۱۷۷۰ (میلادی) در پراگ بدنیا آمد و در ۲۸ مه ۱۸۳۶ (میلادی) در پاریس درگذشت.

## برخی از آثار
- رکوئیم
- ۱۲ سمفونی
- ۳ کنسرتو ویلنسل
- کنسرتو کلارینت
- ۲۵ پنج نوازی برای سازهای بادی
- فهرست آثار

## شنیدن آثار
- youtube
- deezer